# Salles (Żyronda)
Salles – miejscowość i gmina we Francji, w regionie Nowa Akwitania, w departamencie Żyronda.
Według danych na rok 1990 gminę zamieszkiwało 3957 osób, a gęstość zaludnienia wynosiła 29 osób/km² (wśród 2290 gmin Akwitanii Salles plasuje się na 106. miejscu pod względem liczby ludności, natomiast pod względem powierzchni na miejscu 16.).